# Kiala
Kiala (zm. 1735?) - wódz indiański.
Był wodzem plemienia Lisów. Gdy zimą 1711/1712 jedno z obozowisk Renardów zostało zniszczone przez plemiona Ottawa, Wyandot i Miami, wspieranych przez francuski garnizon, Kiala rozpoczął dwudziestoletnią wojnę z białymi. Bezskutecznie wzywał do jedności indiańskiej. Pokonany przez koalicję francusko-indiańską, został w 1733 roku wzięty do niewoli. W 1734 roku jako niewolnik został wysłany na Martynikę, gdzie zmarł.